# Regula Tschumi
Regula Tschumi (* 1957) ist eine Schweizer Ethnologin und Kunsthistorikerin.

## Leben
Mehrere Forschungsaufenthalte zur zeitgenössischen afrikanischen Kunst führten Regula Tschumi nach West-, Süd- und Ostafrika. Sie publizierte ein Standardwerk zu den figürlichen Särgen der Ga im Süden Ghanas, in dem sie unter anderem den Hintergründen nachgeht, die zur Entstehung dieser ungewöhnlichen Kunstform geführt haben. Dabei entdeckte sie den um 1919 geborenen Künstler Ataa Oko aus La (Ghana), der bereits um 1945 figürliche Särge gebaut hatte. Damit widerlegt Tschumi die Geschichte von Kane Kwei, dem bis anhin die Erfindung der figürlichen Särge der Ga zugeschrieben wurde. In ihrer Dissertation geht Tschumi noch weiter und befasst sich erstmals mit den figürlichen Sänften der Ga, einer bis anhin sowohl in Ghana als auch in westlichen Kunstkreisen kaum bekannten Kunstform. Sie weist in ihrer Dissertation nach, dass gewisse Oberhäupter der Ga bereits in den 1930er Jahren in Accra figürliche Sänften in der Form ihrer Familientotems benutzt haben. Diese Chiefs wurden dann auch in Särgen, die gleich wie ihre Sänften aussahen, begraben. Die figürlichen Särge der Ga stellen also keine künstlerische Neuerfindung dar, sondern sie sind lediglich die Kopien der zum Teil noch heute benutzten figürlichen Sänften. Aus verschiedenen Gründen werden diese Sänften heute kaum noch benutzt und weitgehend geheim gehalten.
Tschumi war an verschiedenen Ausstellungsprojekten renommierter Museen beteiligt, bei denen sie unter anderem mit M.S. Bastian und Isabelle L. und den ghanaischen Künstlern Paa Joe, Ataa Oko, Kudjoe Affutu und Eric Kpakpo arbeitete.

## Publikationen
- 2025 Regula Tschumi: Stilvoll ins Jenseits. Künstlerische Särge und Bestattungskultur in Ghana. Heidelberg, Kehrer Verlag. ISBN 978-3-96900-185-1
- 2022 Mit figürlichen Särgen das Leben feiern. Zum Werk von Ataa Oko und Kudjoe Affutu. In: Brigitte Kölle (Hrsg.): Trauern, Kunsthalle Hamburg. Verlag Klaus Wagenbach, Berlin, S. 68–73.
- 2020. Ataa Oko Addo, Regula Tschumi (Hg.), Autoren: Sarah Lombardi, Lucienne Peiry, Regula Tschumi, Atta Kwami. Edition Clandestin in Biel, 2020. ISBN 978-3-907262-04-7, deutsch.
- 2017 Ataa Oko. A glimpse inside the amazing world of Ghanaian funerals and how the carpenter Ataa Oko became an artist, online magazine Interwoven: the fabric of things.
- 2016 Die Pracht des Abschiednehmens. Einsichten in die Bestattungsriten der Ga, in: Drunter & Drüber. Das Magazin für Endlichkeitskultur, Part III, Hg. Funus Stiftung in Halle, S. 8–11.
- 2014 Verborgene Kunst. Die figürlichen Sänften und Särge in Ghana. Bern, Edition Till Schaap, 2014. ISBN 978-3-03828-098-9.
- 2014 The buried treasures of the Ga. Coffin art in Ghana. Bern, Edition Till Schaap. ISBN 978-3-03828-016-3.
- 2013 The Figurative Palanquins of the Ga. History and Significance. In: African Arts. Vol. 46, Nr. 4, S. 60–73.
- 2013 Die figürlichen Sänften und Särge der Ga im Süden Ghanas. Geschichte, Transformation und Sinn einer künstlerischen Ausdrucksform von den Anfängen bis in die Gegenwart. Diss. Phil.-Hist. Univ. Basel.
- 2012 Totenbett für einen Lebenden. Ein Sarg für das Centre Pompidou. In: Eva Huttenlauch (Hrsg.); Saâdane Afif. Another Anthology of Black Humor. MMK Museum für Moderne Kunst. Verlag für Moderne Kunst, Nürnberg, S. 57–72.
- 2010 Ataa Oko et le langage formel des Ga. In: Collection de l'Art Brut (Hrsg.): Ataa Oko. Ausstellungskatalog. Infolio, Gollion, ISBN 978-2-88474-166-8.
- 2003 Mit geschärftem Blick. Kay Hassan in Johannesburg. In:  Kunsthalle Bern (Hrsg.): Kay Hassan, Ausstellungskatalog. Bern, S. 40–43.

## Fotogalerie Künstler

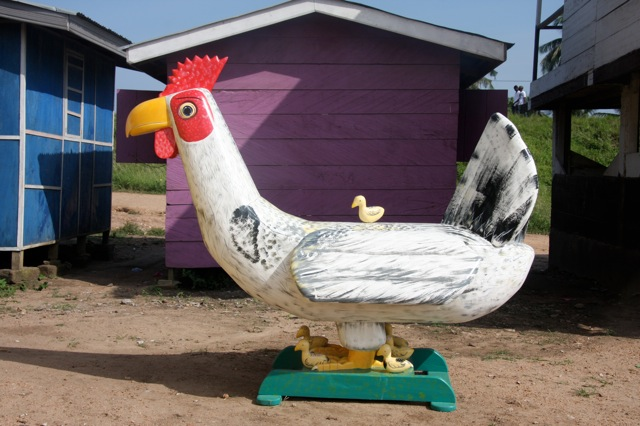
Hennensarg von Kudjoe Affutu 2008, Foto: Regula Tschumi
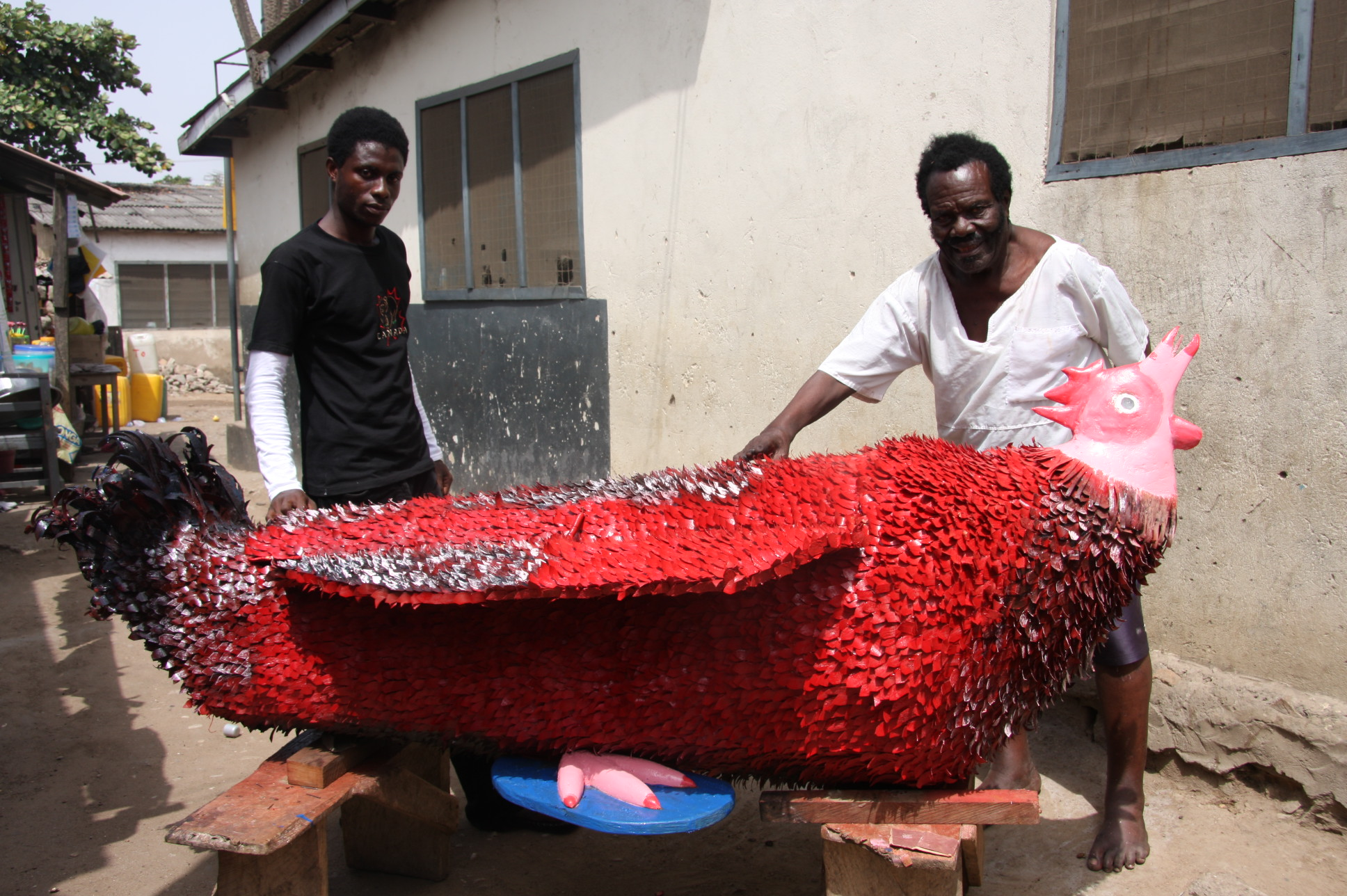
Die beiden ghanaischen Sargküstler Ataa Oko und Kudjoe Affutu vor Oko's „Roten-Hahn-Sarg“ im Februar 2009, Foto: Regula Tschumi
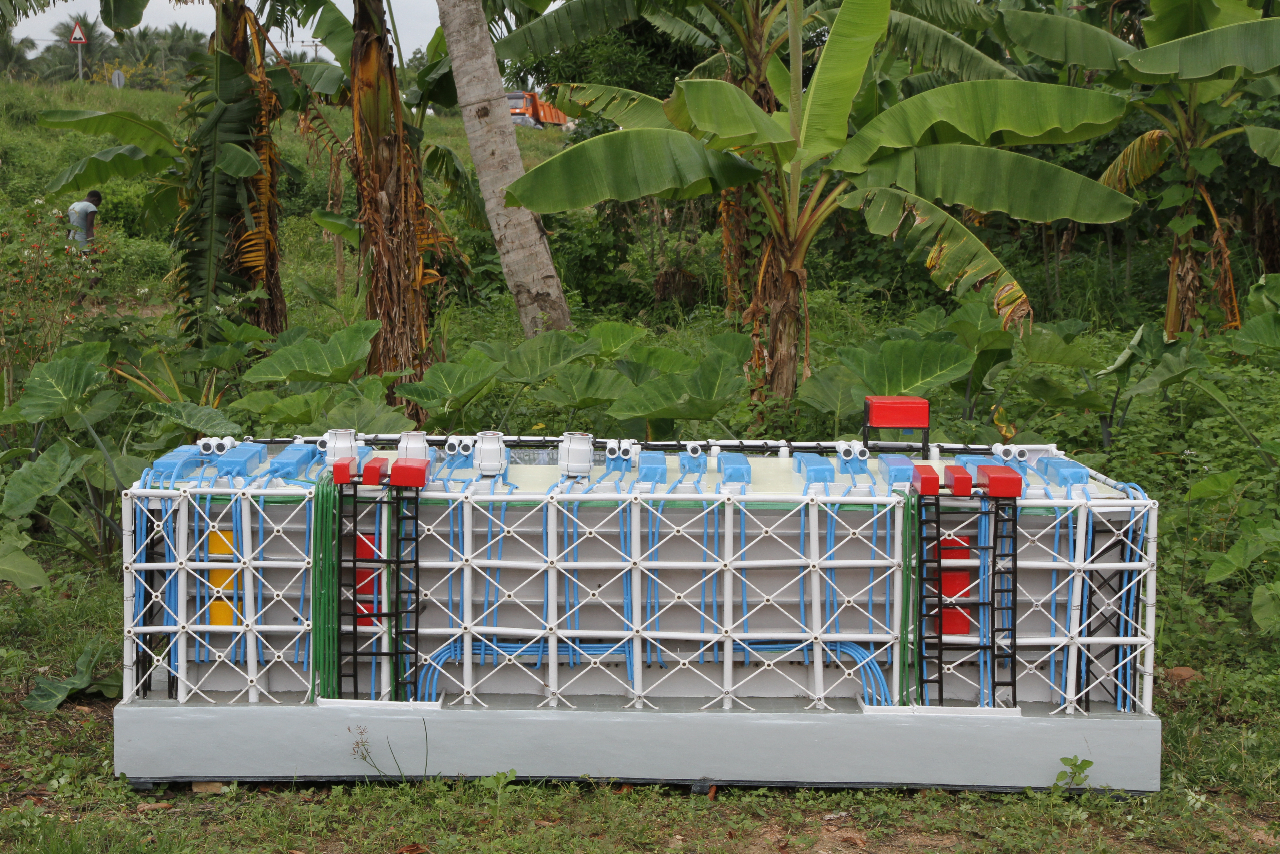
Der „Pompidou-Sarg“ von Kudjoe Affutu. Dieser Sarg war eines der Objekte, die in der Ausstellung „Anthologie de l'humour noir“ im Centre Pompidou in Paris 2010 zu sehen waren. Foto: Regula Tschumi
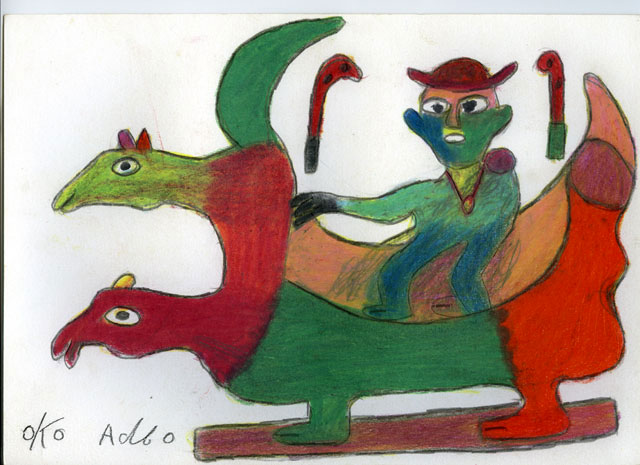
Figürliche Sänfte gezeichnet von Ataa Oko 2009, Foto: Regula Tschumi
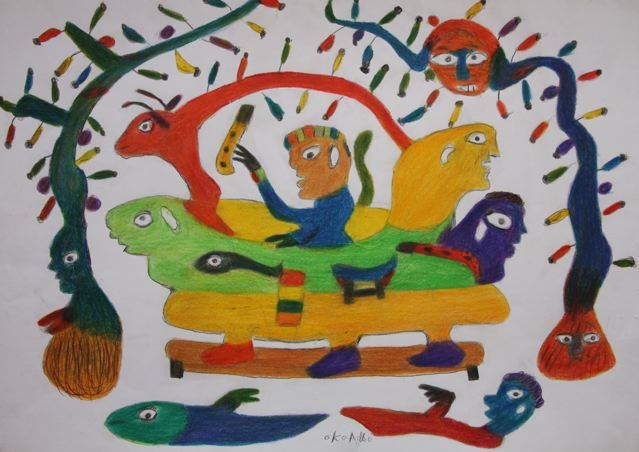
Figürliche Sänfte gezeichnet von Ataa Oko 2010, Foto: Regula Tschumi
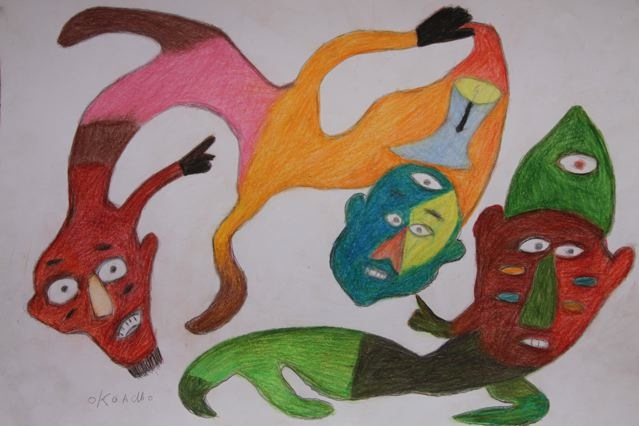
Zeichnung von Ataa Oko 2010, Foto: Regula Tschumi
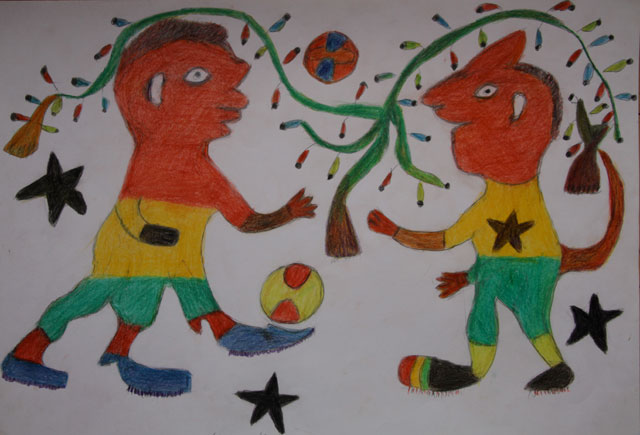
Fussball-Weltmeisterschaft gezeichnet von Ataa Oko 2010, Foto: Regula Tschumi
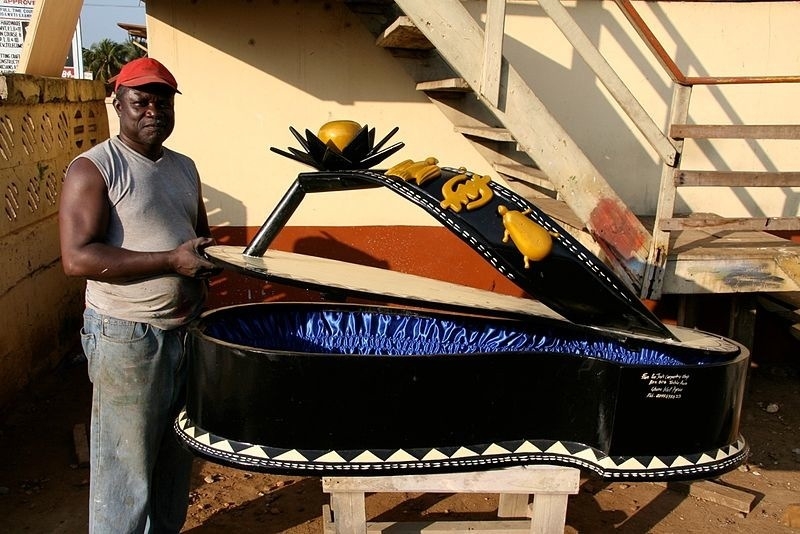
Paa Joe mit seinem Sandalettensarg 2006, Foto: Regula Tschumi